# La Quête du Kalevala
La Quête du Kalevala est une histoire en bande dessinée de Keno Don Rosa. Elle met en scène Balthazar Picsou avec ses neveux Donald Duck, Riri, Fifi et Loulou ; apparaissent également Géo Trouvetou et Miss Tick. Elle se déroule principalement en Finlande.

## Synopsis
En quête de son matériel de cireur, Picsou retrouve une vieille reconnaissance de dettes écrite sur une page d'un cahier d'un certain Elias Lönnrot, l'auteur du Kalevala. Dès que ses neveux Castors Juniors lui ont raconté l'histoire du sampo, Picsou veut trouver cet objet qui fabrique des pièces d'or à partir de rien.
Une fois en Finlande, les héros pénètrent dans le monde du Kalevala, le principal texte de la mythologie finlandaise.

## Fiche technique
- Histoire n°D 99078.
- Éditeur : Egmont.
- Titre de la première publication : Sammon salaisuus (finlandais).
- Titre en anglais : The Quest for Kalevala.
- Titre en français : La Quête du Kalevala.
- 33 planches.
- Auteur et dessinateur : Keno Don Rosa.
- Premières publications : album Sammon salaisuus ja muita Don Rosan parhaita, Finlande, novembre 1999.
- Première publication aux États-Unis : Uncle Scrooge n°334, octobre 2004.
- Première publication en France : Picsou Magazine n°344, septembre 2000.

Une 34e planche finale existe et a été publiée dans une édition de luxe finlandaise en novembre 1999. La Mort rapporte son chapeau à Picsou. Il en profite pour lui demander le secret qui lui permettrait d'emporter quelque chose avec lui après sa mort.

## Références historiques et culturelles

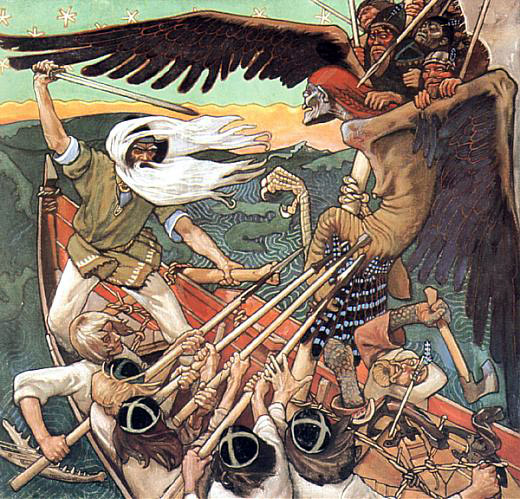
La defense du sampo, peinture d'Akseli Gallen-Kallela dont la composition est reprise par Don Rosa dans La Quête du Kalevala.

## Galerie

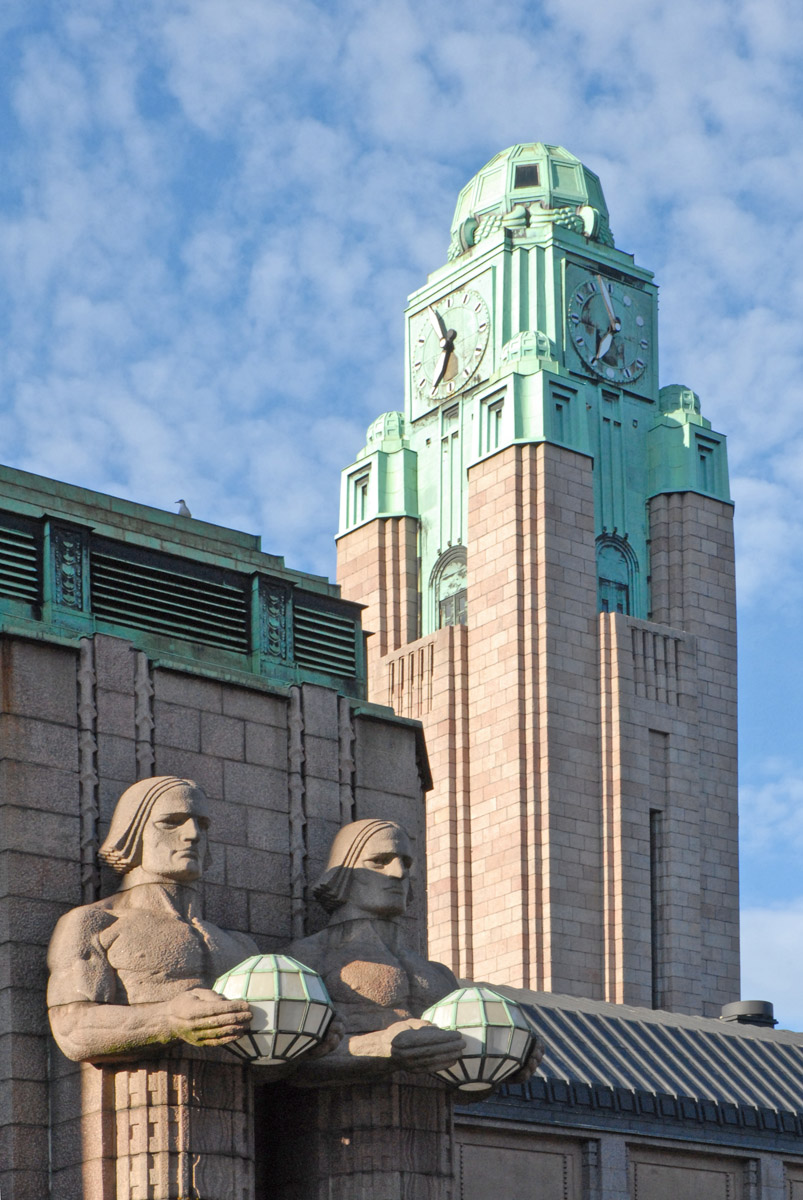
Gare centrale d'Helsinki
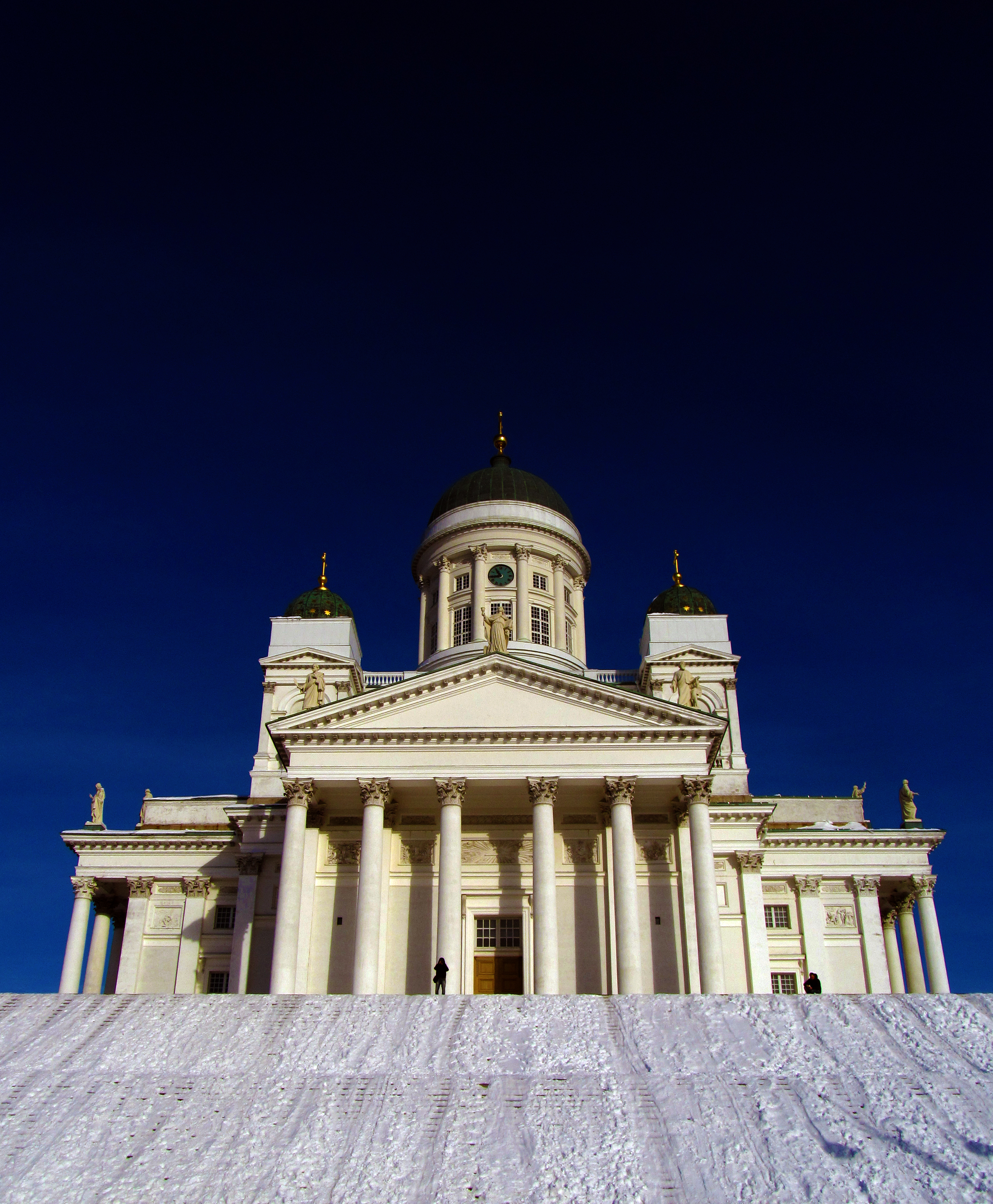
Cathédrale luthérienne d'Helsinki